# Swish (платёжная система)
Swish — система мобильных платежей в Швеции. Сервис был запущен в 2012 году шестью крупными шведскими банками в сотрудничестве с Bankgirot и центральным банком Швеции. По состоянию на июль 2022 года численность пользователей системы составляет 8 миллионов (общая численность населения Швеции: 10,2 миллиона). Swish является членом Европейской ассоциации систем мобильных платежей.

## Описание
Сервис работает через приложение для смартфона, через которое номер телефона пользователя привязывается к его банковскому счёту, что позволяет переводить деньги в режиме реального времени, за несколько секунд до получения обеими сторонами подтверждения. Для полноценного использования Swish у пользователя должно быть скачано второе мобильное приложение под названием Mobilt BankID Säkerhetsapp, которое представляет собой электронный идентификатор, выданный несколькими банками в Швеции. Для его работы требуется, чтобы у пользователя был банковский счёт в шведском банке, участвующем в системе, а также национальный идентификационный номер. Пользователи, у которых есть счет в шведском банке, но нет подходящего телефона, могут зарегистрироваться только для приёма платежей. Номер телефона может быть из другой страны. Фактический перевод осуществляется клиринговой системой Bankgirot, которая разработала мгновенные платежи для системы Swish.
Первоначально Swish предназначался для транзакций между физическими лицами, но вскоре его начали использовать на блошиных рынках и сборах на церковных службах, а также в спортивных клубах и других организациях в качестве оплаты на небольших мероприятиях, где устройство для чтения кредитных карт было бы слишком дорогим или непрактичным. Небольшие компании, которые хотели избежать расходов по кредитным картам и упростить онлайн-платежи, вскоре последовали их примеру. В 2014 году организации получили возможность регистрироваться в Swish для получения платежей, хотя до этого некоторые организации использовали личный банковский счёт кого-либо из сотрудников организации. В январе 2017 года Swish был запущен для онлайн-продаж, которые быстро стали популярными, например, для использования железнодорожным оператором SJ. Возможна также оплата путём сканирования QR-кода.
До внедрения Swish наличные деньги были основным средством для многих из этих типов транзакций в реальном времени. Таким образом, Swish используется для транзакций, которые раньше в основном проводились наличными.
Для частных пользователей доступен бесплатно с начала 2012 года. Компании и зарегистрированные организации платят около 1–3 шведских крон (в зависимости от банка) за полученный платёж в дополнение к небольшой годовой комиссии. Также им не разрешается взимать с клиента плату за перевод в Swish. Поскольку Swish почти монополист в сфере мгновенных телефонных платежей в Швеции, банки должны устанавливать комиссию независимо, чтобы обеспечить конкурентоспособные цены. Поскольку минимальный платёж Swish (в настоящее время 1 шведская крона, но зависит от банка) может быть ниже комиссии, организация может потерять деньги, если ей будет сделано много мелких платежей Swish. В некоторых случаях внимания средств массовой информации к таким случаям банки пожертвовали свою прибыль от Swish различным организациям.
Несколько банков сняли нижний возрастной порог для использования Swish и карт в рамках банковских планов по прекращению использования наличных.  Существуют ограничения для детей младше 16 лет, например, переводы Swish в размере максимум 2000 крон в день.